# Mammillaria schwarzii
Mammillaria schwarzii ist eine Pflanzenart aus der Gattung Mammillaria in der Familie der Kakteengewächse (Cactaceae). Das Artepitheton schwarzii ehrt den Kakteensammler Fritz Schwarz (1898–1971), der in Mexiko sammelte.

## Beschreibung
Mammillaria schwarzii bildet Gruppen und wächst mit kugelförmigen Trieben, die Wuchshöhen von bis 3 Zentimetern und Durchmesser von 3,5 Zentimetern erreichen. Die Warzen sind zylindrisch. Sie enthalten keinen Milchsaft. Die Axillen sind mit bis zu 12 weißen, dünnen und bis 5 Millimeter langen Borsten besetzt. Die 8 bis 9 weißen Mitteldornen besitzen eine dunklere Spitze und sind 5 bis 6 Millimeter lang. Einer von ihnen ist abstehend. Die 35 bis 40 haarartigen Randdornen sind glänzend weiß.
Die weißen Blüten besitzen einen roten Mittelstreifen. Sie sind bis 15 Millimeter lang und weisen Durchmesser von 15 Millimetern auf. Die roten Früchte enthalten schwarze Samen.

## Verbreitung, Systematik und Gefährdung
Mammillaria schwarzii ist im mexikanischen Bundesstaat Guanajuato verbreitet.
Die Erstbeschreibung erfolgte 1949 durch Ernest William Shurly. Ein nomenklatorisches Synonym Krainzia schwarzii (Shurly) Doweld.
Mammillaria schwarzii wird in der Roten Liste gefährdeter Arten der IUCN als „Critically Endangered (CR)“, d. h. vom Aussterben bedroht, eingestuft.

## Nachweise